# Gypsina
Gypsina es un género de foraminífero bentónico de la familia Acervulinidae, de la superfamilia Acervulinoidea, del suborden Rotaliina y del orden Rotaliida. Su especie tipo es Polytrema planum. Su rango cronoestratigráfico abarca desde el Oligoceno hasta la Actualidad.

## Clasificación
Gypsina incluye a las siguientes especies:
- Gypsina crassitesta
- Gypsina differens
- Gypsina fimbriata
- Gypsina howchini
- Gypsina linearis
- Gypsina marianensis
- Gypsina mastelensis
- Gypsina melobesioides
- Gypsina moussaviani
- Gypsina multiformis
- Gypsina peruviana
- Gypsina planum
- Gypsina saipanensis
- Gypsina vesicularis, también aceptado como Discogypsina vesicularis
  - Gypsina vesicularis socorroensis
  - Gypsina vesicularis var. discus
  - Gypsina vesicularis var. monticulus
  - Gypsina vesicularis var. squamiformis

Otras especies consideradas en Gypsina son:
- Gypsina dissidens, de posición genérica incierta
- Gypsina galapagosensis, de posición genérica incierta
- Gypsina globulus, aceptado como Sphaerogypsina globulus
- Gypsina guadalupensis, de posición genérica incierta
- Gypsina hancocki, de posición genérica incierta
- Gypsina inhaerens, aceptado como Acervulina inhaerens
- Gypsina ogormani, de posición genérica incierta
- Gypsina rubra, aceptado como Sporadotrema rubra
- Gypsina spinosus, aceptado como Baculogypsinoides spinosus

En Gypsina se ha considerado el siguiente subgénero:
- Gypsina (Miogypsina), aceptado como género Miogypsina